# Aeroportul Moyo
Aeroportul Moyo (IATA: OYG) este un aeroport din Moyo, Districtul Moyo, Northern Region⁠(d), Uganda.
Situat la o altitudine de 940 m, aeroportul dispune de o singură pistă.